# كول بابا بيل
كول بابا بيل (بالإنجليزية: Cool Papa Bell)‏ هو لاعب كرة قاعدة أمريكي، ولد في 17 مايو 1903 في ستاركفيل في الولايات المتحدة، وتوفي في 7 مارس 1991 في سانت لويس في الولايات المتحدة.

## وصلات خارجية
- كول بابا بيل على موقعبيزبول رفرنس.كوم (الدوري الرئيسي) (الإنجليزية)
- كول بابا بيل على موقع قاعة مشاهير كرة القاعدة (الإنجليزية)
- كول بابا بيل على موقع قاعة ميسيسيبي للمشاهير الرياضية (الإنجليزية)
- كول بابا بيل على موقع قاعة ميسوري للمشاهير الرياضية (الإنجليزية)

- كول بابا بيل على موقع الموسوعة البريطانية (الإنجليزية)
- كول بابا بيل على موقع إن إن دي بي (الإنجليزية)